# Hypnerotomachia Poliphili
Pour les articles homonymes, voir Songe.

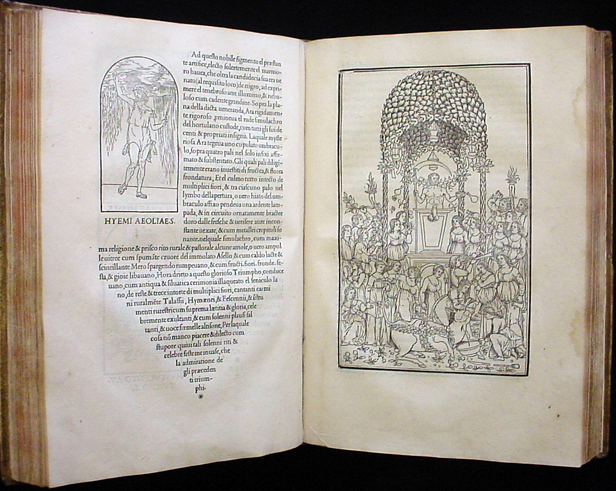
Double page de l'édition d'Alde Manuce de 1499.

Hypnerotomachia Poliphili, en français Songe de Poliphile, rédigé en 1467 et imprimé à Venise par les Presses aldines en 1499, est un roman illustré italien écrit en un mélange de grec, de latin et d'italien dialectal.
Qualifié de l'un des « livres les plus beaux du monde », il est aussi l'un des plus mystérieux de la Renaissance. Ce « Combat d'amour en songe » eut une grande influence sur la « République des Lettres » au XVIe siècle et au XVIIe siècle, d'abord en Italie et en France, et notamment en architecture et dans l'art des jardins.
Alde Manuce a imprimé ce livre à Venise en décembre 1499. L'auteur est anonyme, mais un acrostiche tend à faire attribuer l'œuvre à un certain Francesco Colonna, identifié traditionnellement avec le moine vénitien Francesco Colonna et plus récemment avec Francesco Colonna, seigneur de Palestrina.

## Titre

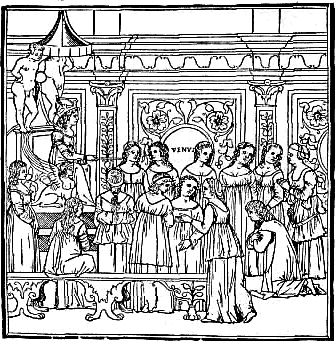
« Poliphile s'agenouillant devant la reine Eleuterylida » : l'une des 172 gravures du livre.

Le premier mot du titre de l'ouvrage, « hypnerotomachia poliphili », souvent pris pour le nom complet, est dérivé du grec, le titre complet étant en latin.
En général, en français, on préfère se référer au Songe de Poliphile, ou plus brièvement encore au Poliphile plutôt qu'à l'Hypn-eroto-machia Poliphili. Ces différents titres d'usage sont en fait une simplification du titre complet, composé, à l'impression, sur la première page de titre, en un triangle équilatéral, posé sur sa pointe :
HYPNEROTOMACHIA POLIPHILI,VBI HV

MANA OMNIA NON NISISOMNIVM

ESSE DOCET .ATQVE OBITER

PLVRIMA SCITV SANE

QVAM DIGNA COM

MEMORAT.

* * *

* *

Les éditions françaises retiennent aussi : Discours du songe de Poliphile, Combat d'amour en songe (équivalent du titre de la traduction anglaise de 1592 : The Strife of Love in a Dream) ou Les amours de Polia. En France, il fut publié pour la première fois à Paris par Jacques Kerver sous la direction de Jacques Gohory en 1546 (réimpression en 1554 et 1561).
Le nom Poliphile, mentionné dans le titre est également tiré du grec et signifie « celui qui aime Polia ». Polia est elle-même protagoniste de cette histoire, et son nom signifie « beaucoup » ou « plusieurs choses ». Poliphile est donc celui qui a de multiples objets d'amour.
Rien qu'à l'examen de ce titre, les deux grandes lignes-force du texte sont déjà bien en évidence : d'une part, la veine du romanzo d'amore à la Boccace ou peut-être à la façon des romans allégoriques de la fin du Moyen Âge (le Roman de la Rose, de Guillaume de Lorris et Jean de Meun, et plus directement : le Livre du Cuer, de René d'Anjou), de l'autre le roman multiforme, multicentré, stratifié, qui célèbre le savoir antique, celui de Rome et de la Grèce essentiellement.

## Résumé
Poliphile rêve de celle qu'il aime, Polia, mais elle se montre totalement indifférente à ses avances. Commence alors un voyage initiatique qui le conduira sur l'île d'amour : Cythère.
Le rêve commence, à la manière de la Divine Comédie, dans les affres d'une forêt obscure, où Poliphile, recru de fatigue, s'endort au pied d'un arbre et se retrouve transporté en songe (un rêve dans le rêve) dans un monde merveilleux, jonché de débris antiques. Cependant, de nombreux bâtiments sont encore intacts et Poliphile nous en conte l'architecture par le menu : leurs proportions, leurs ornements, les inscriptions qu'ils portent (souvent en grec, latin et hébreu, parfois même en arabe). Son périple lui fait rencontrer force allégories et êtres fabuleux : des monstres, des faunes, des nymphes, des dieux et déesses. Les nymphes en particulier se montrent très attentionnées et lui présentent « sa » Polia, procèdent à une cérémonie nuptiale, puis emportent les amants sur l'île de Cythère où règne le dieu de l'amour Cupidon. Mais lorsque Poliphile veut serrer sa maîtresse contre lui, elle s'évapore dans ses bras et il comprend que tout cela n'était qu'un rêve.
Un tel schéma narratif ne suffirait pas à lui seul à remplir le livre : l'essentiel des pages est consacré à des descriptions plus que minutieuses de l'architecture des bâtiments que Poliphile trouve sur sa route, à des gloses sur l'agencement des jardins merveilleux et des buissons sculptés qu'ils contiennent, à la présentation de machines, qui ne laissent pas de le surprendre, et à l'interprétation enfin des nombreuses épigraphies qui se trouvent sur les édifices, sculptures, stèles, etc., qui ornent le chemin du héros.

## Auteur

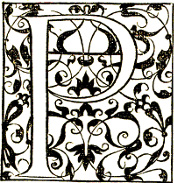
L'initiale du premier chapitre dans l'édition française.

Le nom de l'auteur du livre n'est pas explicitement mentionné. Une indication, cependant, est fournie par l'acrostiche formé par les lettrines des têtes de chapitres. On peut y lire : Poliam frater Franciscus Columna peramavit (« Frère Francesco Colonna a aimé Polia intensément »).
L'étrangeté du roman, déjà en son temps, la référence permanente aux cultes païens antiques, l'indécence enfin de ses métaphores érotiques (la dimension érotique de l'original est considérablement affaiblie dans la version française) pouvaient valoir à l'auteur un soupçon d'hérésie, ce qui explique le mystère maintenu sur son identité.
Certains chercheurs considèrent que l'auteur est Francesco Colonna, rejeton d'une puissante famille de la noblesse romaine. Colonna fit notamment restaurer le temple de Fortuna à Palestrina et il fit reconstruire la maison familiale, dévastée en 1436 par les troupes du pape. Il disposait sans conteste de l'érudition nécessaire à la rédaction d'un livre aussi éclectique, et sa formation lui permettait de donner les descriptions détaillées des constructions architecturales avec le vocabulaire et la sûreté du professionnel, se fût-il agi de bâtiments en forme d'éléphant portant obélisque ou de l'empilement d'une pyramide, d'un obélisque et d'une statue.
Il existe un autre Francesco Colonna, dominicain vénitien mal connu, un lettré, auteur par ailleurs de poèmes, sans rapport avec la famille des Colonna, auquel l'ouvrage a été attribué à partir de 1723, grâce entre autres à une note découverte par Apostolo Zeno, laquelle note renforce l'acrostiche mentionné plus haut, le tout constituant une hypothèse reprise et développée ensuite jusqu'à nos jours.
En 1986, Emanuela Kretzulesco-Quaranta défend l'idée – mais sans réussir à la faire accepter – que l'auteur véritable serait le grand humaniste et architecte Leon Battista Alberti (1404-1472), ami et protégé de la famille Colonna, que le texte aurait été conservé dans ses papiers et que Francesco Colonna aurait veillé, une trentaine d'années plus tard, à sa publication. Certains attribuent ce livre à d'autres personnes encore, comme Laurent de Médicis.
En définitive, la question de l'auteur importe peu parce qu'elle risque de n'être jamais tranchée et d'éloigner le lecteur de la seule chose qui compte : lire et comprendre ce texte à l'aune de son contexte et de son impact, comme le conseillent les spécialistes de la Renaissance Yves Hersant et Francesco Furlan dans leurs séminaires.

## Présentation technique

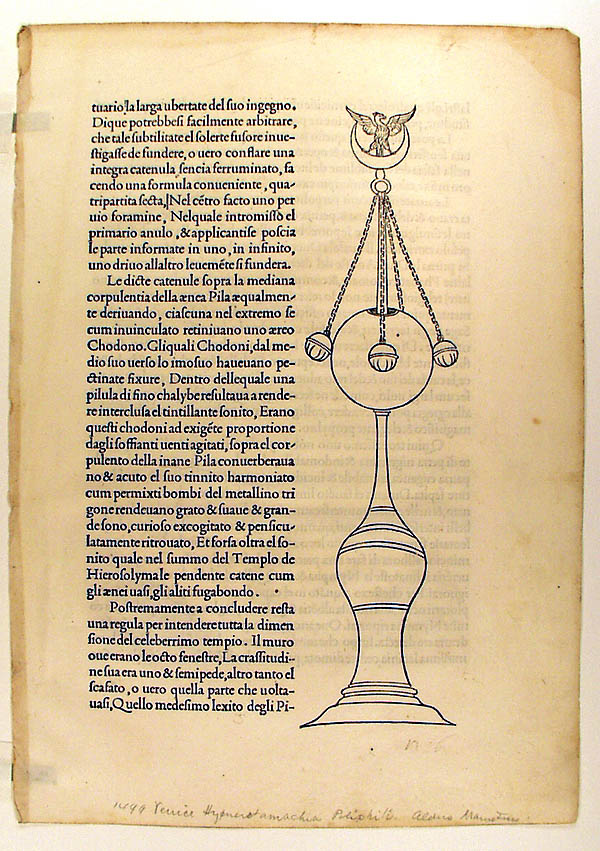
Page de lHypnerotomachia Poliphili.

La langue du livre constitue un mélange, appelé « macaronnée », essentiellement de latin et d'italien. Quelques fragments d'hébreu, d'arabe, de grec sont également présents, ainsi que des hiéroglyphes prétendument égyptiens, des annotations mathématiques et diverses énigmes mises en images (ils ne constituent pas des rébus au sens propre). Tout ceci contribue à en faire l'un des livres les moins bien compris et les plus illisibles qui soient.
Le livre, constitué de 234 feuillets non numérotés, imprimé en 1499 par Alde Manuce à Venise, reste un joyau très prisé des bibliophiles. Alors que la mise en page de la plupart des incunables reprend le modèle du manuscrit médiéval, à l'écriture gothique, le Songe de Poliphile est imprimé avec un type romain, adapté de l'Antiqua mise au point par Nicolas Jenson à Venise. Pour cet ouvrage, Alde Manuce reprend la fonte gravée par Francesco Griffo, déjà utilisée pour le De Ætna du futur cardinal Pietro Bembo. Par sa clarté, cette famille de fontes contraste singulièrement d'avec les fraktur utilisées pour les publications de l'époque ; en particulier, elle est quasiment dépourvue de ces ligatures, bien moins nécessaires aux textes imprimés qu'aux manuscrits, et est encore abondamment utilisée de nos jours.
Autre nouveauté typographique, l'enchevêtrement d'écritures aussi diverses que le grec, l'hébreu et l'arabe : le Songe de Poliphile est d'ailleurs le premier livre imprimé occidental à contenir des caractères arabes.
En plus du texte, 172 gravures sur bois, au trait et donc d'une grande lisibilité et d'excellente facture, permettent au lecteur de se faire une meilleure image des merveilles décrites dans l'histoire. L'identité du graveur, qui n'a rien signé et dont le nom n'est mentionné nulle part, reste, comme celle de l'auteur, sujette à controverse.
Plusieurs auteurs y voient notamment des dessins attribués à Benedetto Bordon, enlumineur et dessinateur de gravures vénitien proche d'Alde Manuce.
Le typographe joue de façon créative avec le corps du texte, par endroits justifié en forme de blason ou de calice ; avec les images, qu'il n'hésite pas à rendre sur deux pages en vis-à-vis pour obtenir un format plus proche de notre cinémascope ; avec l'intégration du texte et des images enfin : on trouve plusieurs occurrences où la justification du texte répond aux grandes lignes des illustrations.

## Diffusion, réception, interprétation
La première édition de 1499 rencontra d'abord peu d'écho : le livre était à tout point de vue trop en avance sur son temps. Le commanditaire et mécène qui paya l'impression est Leonardo Grassi, originaire de Vérone, et membre d'une importante famille milanaise : ses contemporains le qualifient de savant. En 1507-1511, il réclama une extension du privilège d'impression de dix années, car cet ouvrage avait nécessité la dépense de plusieurs centaines de ducats, et la majeure partie du tirage restait invendue. Baldassare Castiglione évoque tout de même, en 1528, les courtisans qui, pour faire forte impression sur les femmes, « reprennent les mots de Poliphile ».
C'est surtout la réimpression italienne de 1545 qui fut un succès.
L'influence la plus marquée de ce roman se fit alors sentir dans l'art du jardin de la Renaissance. Cosme Ier de Médicis fit aménager les jardins de sa Villa de Castello, dans lesquels il avait passé son enfance, afin d'en faire une réplique exacte de ceux du Songe de Poliphile. D'autres imitations ou jardins inspirés du livre suivirent : les jardins de Bomarzo, ceux de la Villa Francesco de Medici à Florence, les jardins de Frascati dans la Villa Aldobrandini et le Jardin de Boboli. Des éléments issus du Songe de Poliphile (ruines artificielles, temples, nymphes) sont présents dans les jardins européens jusqu'à la fin du XVIIIe siècle, soit bien 300 ans après.
L'Hypnerotomachia Poliphili fait l'objet d'une traduction en français, revue et corrigée par Jean Martin puis publiée par Jacques Kerver à Paris en 1546. Sensiblement plus courte que l'édition italienne, elle constitue tout à la fois une traduction, une contraction et une adaptation.
Dans l'édition Kerver, l'aspect étrange que revêt l'original, truffé de latinismes et hellénismes, disparaît, diverses énumérations sont tout simplement rendues par des listes « équivalentes », et nombre de paragraphes prolixes sont réduits à une phrase fort brève. Il arrive également que le traducteur corrige son modèle lorsque celui-ci tente de perdre le lecteur dans les méandres d'une description-fleuve, ou qu'il fasse montre d'un zèle louable en traduisant également, ce que Colonna ne faisait pas, les phrases grecques et latines, introduisant occasionnellement de volontaires contresens visant à rendre l'œuvre un peu plus décente. Le traducteur a toutefois pris soin de préserver l'acrostiche formé par les initiales des premiers chapitres.
Le Songe de Poliphile français, réimprimé en 1554, puis en 1561, connut un grand succès et fut abondamment discuté et commenté à la cour érudite et humaniste constituée autour du roi  François Ier et de ses successeurs : fourni en références aux textes antiques, raffiné dans sa description des rites de l'amour, il devient rapidement une source d'inspiration pour les courtisans, qui « poliphilisent » à tout-va, selon le mot d'un critique de son temps[réf. nécessaire]. Il inspire également les organisateurs des « cérémonies d'entrées royales », et de tout ce qui relève des rituels de la cour (ou monarchiques).
Dans le domaine littéraire, on reconnaît généralement en François Rabelais un lecteur attentif du Songe de Poliphile, qu'il cite explicitement et dont il s'inspire dans certains passages. L'influence souterraine du livre ne se dément pas jusqu'à nos jours, et les écrits de La Fontaine, de Charles Nodier, de Gérard de Nerval, puis de Georges Perec en trahiront parfois la présence[réf. nécessaire]. Le psychologue Carl Gustav Jung était également un grand amateur du Songe de Poliphile, dans lequel il voyait, comme, du reste, dans les ouvrages alchimiques, une illustration des archétypes de sa théorie de la psyché humaine. La Nuit blanche du 1er octobre 2016 à Paris choisit le parcours de Poliphile comme fil rouge des œuvres exposées le long de la Seine.
Plus généralement, ce livre énigmatique a occupé et occupe encore nombre d'architectes, historiens, philosophes, mystiques et autres chasseurs d'énigmes. Une interprétation complète de l'œuvre reste encore à écrire. Pour l’alchimiste Fulcanelli, le Songe de Poliphile est une œuvre hermétique qui contient les connaissances utiles à l’accomplissement du grand œuvre (cf. Les Demeures philosophales, livre 2.)

### Édition originale et traductions
- 1499 : [anonym.] Hypnerotomachia Poliphili, Venise, imprimé par Alde Manuce pour Leonardo Grassi et comprenant 172 figures gravées sur bois[15].

Liste des principales éditions en français, à partir de l'édition originale « princeps » de 1499 :
- 1546 : Francesco Colonna, Hypnérotomachie ou Discours du songe de Poliphile, déduisant comme Amour le combat à l'occasion de Polia... nouvellement traduit de langage italien en françois[16] : XVe – XVIe siècle : 1433-1546, Paris, Jean Martin, année. (BNF 30260290). Édition 1561, (BNF 30260292), Jacques Kerver (BNF 40361194). Édition Payot, reprint 1926, (BNF 33424896)
- 1811 : Francesco Colonna, Songe de Poliphile : XVe – XIXe siècle : 1433-1811, Parme, Imprimerie Bodoni, 1811.
- 1883 : Introduction et notes de Claudius Popelin, Paris, Isidore Liseux, (BNF 30260295).
- 1963 : Paris, Club des libraires de France, réimpression de l'édition de Paris de 1546, avec une préface d'Albert-Marie Schmidt.
- 1994 : Le Songe de Poliphile, Paris, Éditions de l'Imprimerie nationale (rééd. en 2004).
- 2000 : Francesco Colonna, Hypnerotomachia Poliphili ou Le Songe de Poliphile, le plus beau livre du monde : XVe – XXIe siècle : 1499-2000, Auxerre, Bibliothèque municipale d'Auxerre, 2000. Exposition. Auxerre, Bibliothèque municipale, 2000. (BNF 37628528).
- 2004 : Francesco Colonna, Le Songe de Poliphile, compositions de Mantegna ; choisies et gravées sur bois par Jean Goujon ; éd. établie par Gilles Polizzi, d'après la traduction de Jean Martin publiée en 1546 : XVe – XXIe siècle : 1499-2004, 7, rue du Faubourg Saint-Honoré, 75008, Jean de Bonnot, 1811. (BNF 39950301). Illustrations : (BNF 38497138).

Réimpression :
- [Francesco Colonna], Hypnerotomachia Poliphili, Gregg International Publishers Limited - fac-similé de l'édition originale de 1499.

Liste des éditions en d'autres langues :
- (it) Francesco Colonna, Hypnerotomachia Poliphili, a cura di Giovanni Pozzi e Lucia Ciapponi, 2 vol., Padoue, Antenore, 1964 - comporte une étude sur l'identification des sources anciennes.
- (it) Francesco Colonna, Hypnerotomachia Poliphili, a cura di Marco Ariani, Mino Gabriele, 2 vol., Milano, Adelphi (« Classici », 66) 1998 - fac-similé, traduction en italien moderne et commentaire dans lequel les auteurs discutent l'édition de Pozzi & Ciapponi de 1964.
- (en) Francesco Colonna, Hypnerotomachia Poliphili, The Strife of Love in a Dream , translated by Joscelyn Godwin, Londres, 1999.
- (es) Francesco Colonna, Sueño de Polífilo, edición y traducción de Pilar Pedraza Martinez, Barcelone, 1999.
- (nl) Francesco Colonna, De droom van Poliphilus (Hypnerotomachia Poliphili), Uit het Italiaans en Latijn vertaald door Ike Cialona, Amsterdam, 2006.
- (de) Francesco Colonna, Hypnerotomachia Poliphili, Interlinearkommentarfassung, übersetzt und kommentiert von Thomas Reiser, Breitenbrunn, 2014.
- (pl)Hypnerotomachia Poliphili Francesca Colonny, traduite en polonais par Anna Klimkiewicz, Cracovie 2015.

### Études critiques, fictions, adaptations
- [nouvelle] Charles Nodier[17], Franciscus Columna, avec quelques reproductions des gravures, Paris, Le Promeneur, 2004 - lire l'édition de 1844 sur Gallica[18].
- Gérard de Nerval, Voyage en Orient, 1844 - cf. § XIII « La Messe de Vénus » et § XIV « Le Songe de Poliphile ».
- Emanuela Kretzulesco-Quaranta, Les Jardins du songe : « Poliphile » et la mystique de la Renaissance, Paris, Les Belles Lettres, 1986.
- (en) Alberto Pérez-Gómez, Polyphilo, or The Dark Forest Revisited: an Erotic Epiphany of Architecture, Cambridge, MIT Press, 1992.
- Martine Furno, Une « fantaisie » sur l’Antique : le goût pour l’épigraphie funéraire dans l’Hypnerotomachia Poliphili de Francesco Colonna, Genève, Droz, 2003.
- (en) Esteban Alejandro Cruz, Hypnerotomachia Poliphili: Re-discovering Antiquity through the Dreams of Poliphilus, Trafford Publishing Co, 2006.
- Ian Caldwell et Dustin Thomason, La Règle de quatre, Paris, Michel Lafon, 2005 - interprétation romancée du Songe de Poliphile dans ce roman policier, rapprochant Colonna et Savonarole[19].
- Bruno Rives, Aldo Manuzio, passions et secrets d'un Vénitien de génie, Paris, Librii, 2008  (ISBN 978-2953164503) - avec de nouvelles pistes sur l'auteur et l'illustrateur de l'Hypnerotomachia.
- Yves Hersant, La Renaissance et le rêve. Bosch, Véronèse, Greco..., Paris, RMN, 2013  (ISBN 978-2711860937) - catalogue de l’exposition du Musée du Luxembourg[20].
- (it) Mino Gabriele, I geroglifici e il mito dell’Egitto nel Polifilo, in Venezia e l’Egitto, a cura di E. M. Dal Pozzolo, R. Dorigo, M. P. Pedani, Milano, Skira, 2011, pp. 186-189.
- (it) Marco Ariani, Descriptio in somniis: racconto e ékphrasis nell’«Hypnerotomachia Poliphili», in Storia della lingua e storia dell’arte in Italia, a cura di V. Casale e P. D’Achille, Roma, Cesati, 2004, pp. 153-160.
- (it) Mino Gabriele, Festina tarde: sognare nella temperata luce dell’immaginazione, in Storia della lingua e storia dell’arte in Italia, a cura di V. Casale e P. D’Achille, Roma, Cesati, 2004, pp. 161-174.
- Mino Gabriele, La tempérante salamandre. Aux origines de la devise de François Ier, trad. Jean-Maurice Teurlay, in François Ier, pouvoir et image, éd. par Magali Vène et Bruno Petey-Girard, Paris, Bibliothèque nationale de France, 2015, p. 79‑86.